# In Bloom: Versions
In Bloom: Versions è un EP della band gallese Neck Deep, pubblicato il 1º agosto 2018 in formato digitale. Contiene due reinterpretazioni del singolo In Bloom: un featuring con il sassofonista Saxl Rose e una versione acustica.

## Tracce
1. In Bloom (feat. Saxl Rose) – 3:43
2. In Bloom (Acoustic) – 3:32

Durata totale: 7:15

## Formazione
Neck Deep
- Ben Barlow – cantante
- Lloyd Roberts – chitarra
- Fil Thorpe-Evans – basso, voce secondaria
- Matt West – chitarra
- Dani Washington – batteria

Musicisti aggiuntivi
- Saxl Rose – sassofono (traccia 1)